# Halowe Mistrzostwa Europy w Lekkoatletyce 1983 – skok w dal kobiet
Skok w dal kobiet – jedna z konkurencji technicznych rozgrywanych podczas halowych lekkoatletycznych mistrzostw Europy w Sportscsarnok w Budapeszcie. Rozegrano od razu finał 5 marca 1983. Zwyciężyła reprezentantka Czechosłowacji Eva Murková. Tytułu zdobytego na poprzednich mistrzostwach nie broniła Sabine Everts z Republiki Federalnej Niemiec.

## Rezultaty

### Finał
Wystąpiło 9 skoczkiń.

Opracowano na podstawie materiału źródłowego.
| Miejsce | Zawodniczka         | Wynik |
| ------- | ------------------- | ----- |
| 1       | Eva Murková         | 6,77  |
| 2       | Helga Radtke        | 6,63  |
| 3       | Heike Daute         | 6,61  |
| 4       | Gina Ghioroaie      | 6,53  |
| 5       | Anke Weigt          | 6,41  |
| 6       | Zsuzsa Vanyek       | 6,39  |
| 7       | Ludmila Jimramovská | 6,31  |
| 8       | Jasmin Feige        | 6,30  |
| 9       | Lotta Holmström     | 6,05  |